# Tufino
Tufino község (comune) Olaszország Campania régiójában, Nápoly megyében.

## Fekvése
Nápolytól mintegy 30 km-re északkeletre fekszik. Határai: Avella, Casamarciano, Cicciano, Comiziano és Roccarainola.

## Története
A település neve a latin tophinum pagum-ból eredeztethető, ami a vidéket borító tufarétegekre utal. Első írásos említése 1324-ből származik. Önálló községgé a 19. század elején vált, amikor a Nápolyi Királyságban felszámolták a feudalizmust. 1928 és 1946 között Roccarainola része volt.

## Népessége
A népesség számának alakulása:

## Főbb látnivalói
- Palazzo Mastrilli- 15. századi nemesi palota
- Santa Maria di Loreto-templom
- San Bartolomeo-templom